# Brama Poboczna w Warszawie

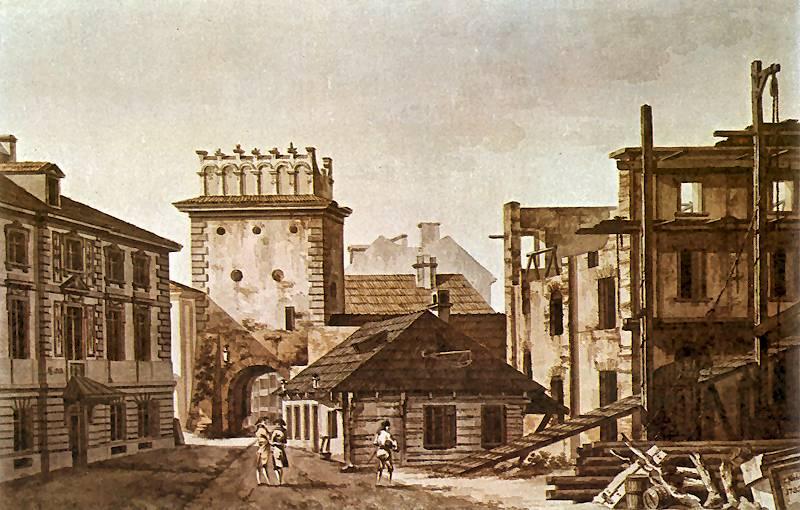
Widok Bramy Bocznej na akwareli Zygmunta Vogla z 1785 roku

Brama Poboczna (także Furta Nowa lub Boczna) – brama, która była elementem murów obronnych średniowiecznej Warszawy, znajdowała się na końcu Wąskiego Dunaju i prowadziła na Podwale. Rozebrana w 1804 roku.

## Historia
Zbudowano ją w latach 1598–1617 w stylu renesansowym na miejscu wcześniejszej baszty, w ciągu pierwszej linii istniejących już gotyckich murów obronnych. Brama była tynkowana i zwieńczona attyką. Odegrała ważną rolę w walkach podczas oblężenia Warszawy w 1656 roku podczas wojny ze Szwecją. 
Brama została rozebrana w 1804 roku.